# Spessartit

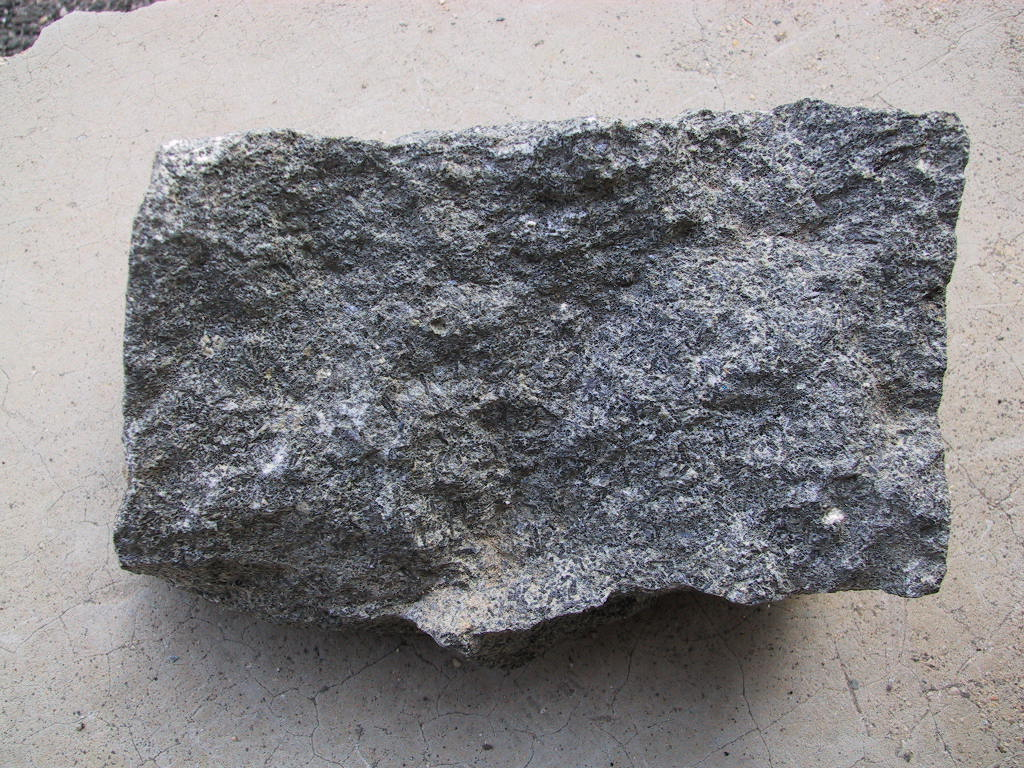
Spessartit aus der Gegend südlich von Olbia (Sardinien)

Spessartit ist der Name für ein Gestein aus der Gruppe der Lamprophyre mit Hornblende und Augit, bei dem der Anteil an Plagioklas in der Grundmasse höher als der Anteil an Orthoklas ist. Die grünen oder braunen Hornblenden bilden meist gröbere Einsprenglinge in einer feinen Grundmasse. Diese Grundmasse kann neben den bereits genannten Mineralen auch Biotit, Quarz (meist als Pseudomorphose nach Olivin), Apatit und Eisenoxide enthalten.
Der Name des Gesteins geht auf den Spessart zurück, wo Spessartit-Gänge mit Altern von 330 bis 320 Millionen Jahren verbreitet sind. Als Gesteinsname wurde Spessartit von Karl Heinrich Rosenbusch 1896 in die Fachliteratur eingeführt. Bereits 1849 hatte August Breithaupt den Namen für ein Mineral „Titaneisen“ verwendet.